# Affaire Đorđe Martinović

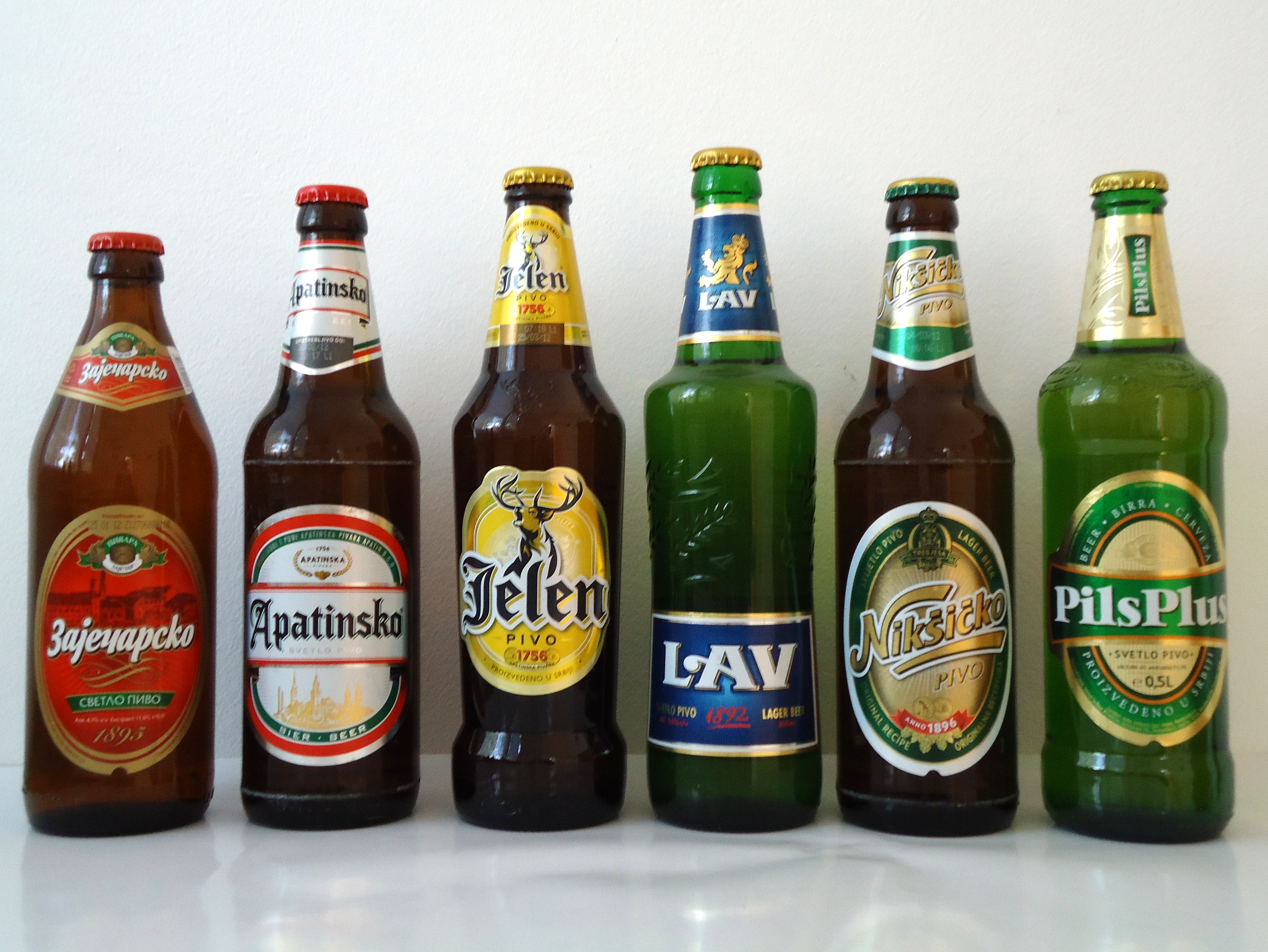
bière serbe

L’affaire Đorđe Martinović est une affaire impliquant l’agriculteur serbe du Kosovo du même nom, qui a été au centre d'un incident notoire en mai 1985, quand il a été soigné pour des blessures causées par l'insertion d'une bouteille dans son anus, la victime ayant accusé deux de ses voisins, albanais. L'affaire Martinović, comme on l'appelait, est devenue une cause célèbre dans la politique serbe. Bien que les faits de l'incident soient restés controversés pendant des années, il a joué un rôle important dans l'aggravation des tensions ethniques entre les populations serbe et albanaise du Kosovo.